# 니콜라 아넬카
니콜라 세바스티앙 아넬카(프랑스어: Nicolas Sébastien Anelka, 1979년 3월 14일, 프랑스 베르사유 ~ )는 프랑스의 전 축구 선수이자 축구 감독으로, 포지션은 스트라이커이다.
그는 1998-99 시즌, 아스널 FC 소속으로 PFA 올해의 젊은 선수상을 수상하였다.

## 클럽 경력

### 파리 생제르맹
아넬카는 파리 생제르맹 FC에서 데뷔하였다. 그는 단독 돌파와 세트플레이 득점에 높은 가능성을 보여주었다.

### 아스널
1997년 2월, 그의 나이 17세 때에, 잉글랜드 프리미어리그의 새롭게 감독으로 부임한 아르센 웽거의 아스널 FC로 500,000파운드의 이적료를 받고 이적하였다. 아넬카는 아스널에서의 데뷔골을 맨체스터 유나이티드 FC와의 홈경기에서 득점하였고, 팀은 3-2로 승리하였다. 1996-97 시즌에는 출전 기회가 많이 주어지지 않았지만, 1997-98 시즌에는 스트라이커인 이언 라이트의 부상으로 인해 1군에 들어올 수 있었다. 아넬카는 아스널이 프리미어리그와 FA컵을 동시에 우승하는 "더블"을 이루는 데 중요한 선수가 되었다.
그는 1998-99 시즌에 PFA 올해의 젊은 선수상을 수상하였다. 그러나 팀은 리그 준우승을 하였고, UEFA 챔피언스리그에 진출하였다. 아스널에서 그는 통산 65경기 출전에 23골을 득점하였다.

### 레알 마드리드
1999년 여름에 그는 2,230만 파운드를 받고 레알 마드리드 CF로 이적하였다. 아넬카는 레알 마드리드 역사상 최고 금액을 받으며 이적하였다. 그는 처음에는 성공을 거두었지만, 그는 훈련 참가 거부로 인해 45일간의 징계를 받으며 팬과 동료 선수들과 레알 마드리드의 새로운 감독으로 부임한 비센테 델 보스케의 신뢰를 잃어버렸다. 그럼에도 불구하고 그는 결국 1999-2000 시즌 챔피언스리그 준결승전에서 FC 바이에른 뮌헨과의 준결승전 두 경기에서 결승골을 넣는 훌륭한 모습을 보여주며 호감을 다시 얻었다.

### 파리 생제르맹
아넬카는 파리 생제르맹 FC과의 계약을 체결하고, 그가 데뷔를 했던 클럽으로 돌아왔다. 18개월이 지난 후인 2002년 1월, 그는 다시 프리미어리그의 리버풀 FC로 시즌 종료시까지의 단기 임대로 이적하였다. 그는 리버풀이 준우승을 하는 데 있어서 후반기의 상승세를 이끌었으나 감독은 시즌 종료 후 완전 이적을 제시하지 않았고, 그 대신 나중에 볼턴의 팀 동료가 되는 엘 하지 디우프와 계약을 하였다. 그렇지만 그는 리버풀의 100대 선수 가운데 96위를 마크하였다.

### 맨체스터 시티
아넬카는 새로이 승격한 맨체스터 시티 FC로의 이적을 선택하였고, 맨시티의 감독인 케빈 키건은 1,300만 파운드의 클럽 최고 이적료 기록으로 그를 데려왔다.

### 페네르바흐체
2005년 1월, 맨체스터 시티는 아넬카를 터키의 페네르바체로 700만 파운드로 이적을 완료하였다고 발표하였다. 2005년에 아넬카는 페네르바체가 리그 우승을 하는데 기여하였다. 같은 해 8월, 아넬카가 뉴캐슬 유나이티드 FC와의 계약을 추진한다는 보도가 나왔다. 하지만 계약은 이루어지지 않았다. 아넬카는 한 시즌 더 페네르바체에 머물면서 UEFA 챔피언스리그에 출전하였으나 조별리그에서 최하위를 기록하고 말았다.
2006년의 여름 이적 시장에서, 아넬카가 다시 잉글랜드 리그로 돌아간다는 기사가 보도되었다. 포츠머스 FC의 감독인 해리 레드냅이 주장한 바에 따르면 820만 파운드로 공격수를 영입하거나, 한 시즌 동안의 장기 임대를 할 의사가 있다고 밝혔다.

### 볼턴 원더러스
2006년 8월 25일, 볼턴 원더러스 FC가 아넬카와 800만 파운드의 클럽 최고 이적료로 4년간 계약을 맺었다. 볼턴에서의 데뷔 무대는 왓포드 FC와의 9월 9일 경기였다. 그는 2006-07 시즌을 21골을 넣으며 볼턴 선수 가운데 최다 득점을 기록하였다.
2007년 1월 동안, 아넬카는 예전 소속팀이던 아스널로 돌아가고 싶다는 의사를 보여주었다. 그러나, 아넬카는 2007년 7월까지 계약 기간이 남아 있다고 새미 리 감독이 주장하였다. 후에 아넬카는 만약 2007-08 시즌에도 안 좋은 성적으로 출발한다면 그는 마음이 내키진 않지만 이적을 고려하겠다고 말하였다. 그러나, 아넬카는 볼턴 원더러스와 8월 30일에 4년 계약을 맺고 계약 기간을 2011년까지 연장하였다.

### 첼시

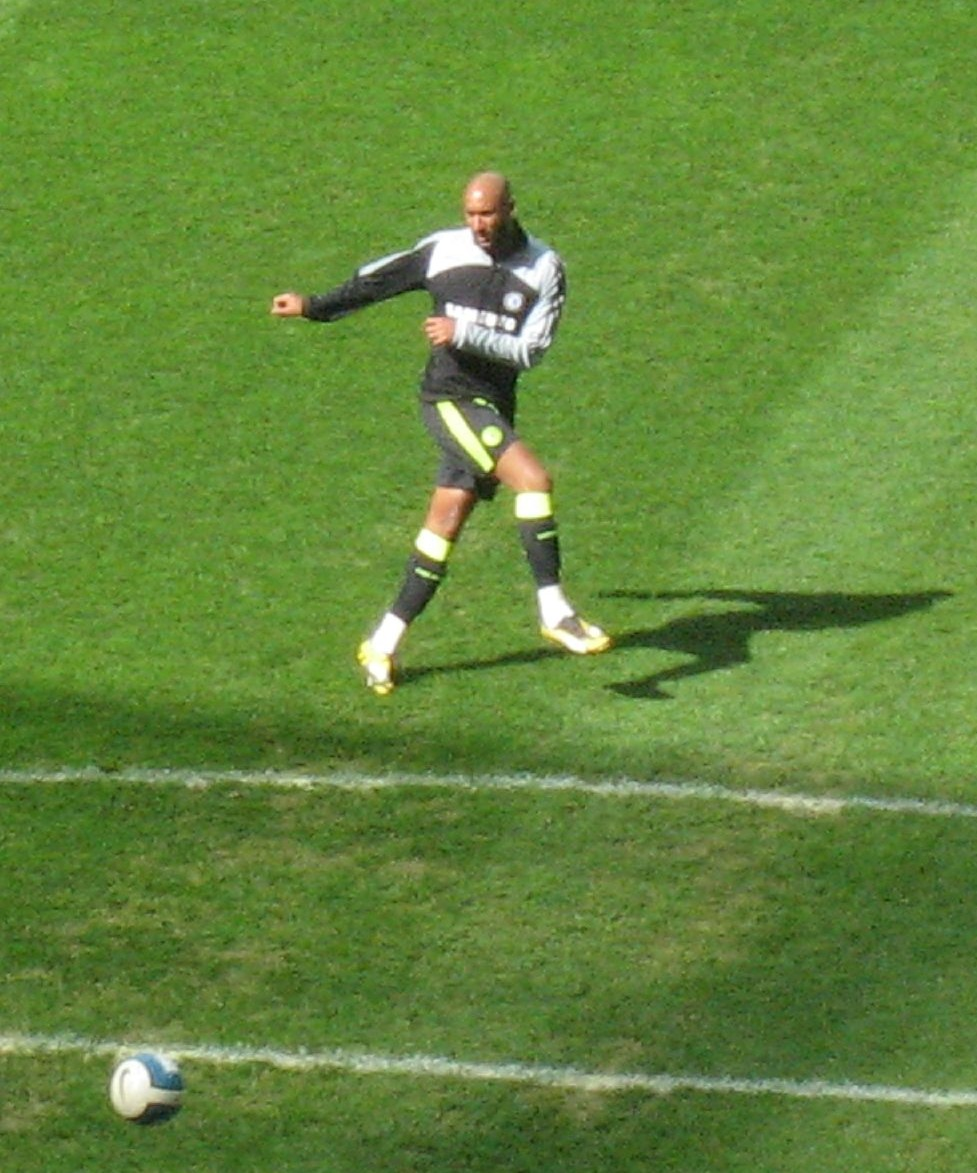
첼시에서의 아넬카

2008년 1월 11일, 아넬카가 첼시 FC로 1,500만 파운드로 이적하는 것이 확인되었다. 첼시에서의 아넬카의 데뷔 무대는 토트넘 홋스퍼 FC와의 2008년 1월 12일 경기였다. 1월 26일에는 FA컵 4회전에서 위건 애슬래틱 FC과의 경기에서 첼시 유니폼을 입은 뒤로 첫 골을 기록하였고, 첫 번째 리그 골은 2월 2일에 열린 포츠머스와의 경기였다. 그 뒤로 2007-08 시즌이 끝날 때까지 그는 득점을 올리지 못하였다. 팬들은 이것을 일반적으로 아브람 그랜트의 로테이션 방식 때문이라고 생각한다. 그래서 그는 그가 선호하는 중앙 공격수 대신에 윙어로 활용되기도 하였다.
UEFA 챔피언스리그 2007-08의 결승전에서, 아넬카는 일곱 번째 승부차기 키커로 나와 결정적인 슛을 하였으나 에드윈 판 데르 사르에 막히게 되어 맨유가 챔피언스리그 우승을 하게 되었다. 2008년 8월 3일, 아넬카는 AC 밀란과의 경기에서 4골을 넣으며 5-0 승리에 기여하였다.
아넬카는 프리미어리그 2008-09에서 19골을 기록하여 득점왕을 차지하였다.

### 상하이 선화
2011년 12월 12일 그는 1월 이적시장을 통해 중국 슈퍼리그의 상하이 선화로 이적하였고, 계약기간은 2년이다. 그러나 구단 측이 높은 급료를 감당못해 계약해지를 검토중이라고 한다.

### 유벤투스 FC
2013년 1월 26일 상하이 선화에서 임금이 체불된 아넬카는 상하이 선화를 떠나 이탈리아 세리에 A의 유벤투스 FC 로 이적했다.
이적료는 발생하지 않았고, 등번호는 18번을 부여받았다.

### 웨스트 브로미치 앨비언 FC
2013년 7월 5일 웨스트 브로미치 앨비언 FC로 이적하였고 계약기간은 1년으로 맺었고 등번호는 39번을 부여받았다.

## 국가대표 경력
그는 프랑스 20세 이하 대표팀 선수로 1997년에 열린 FIFA U-20 월드컵에 참가하였다. 그의 A매치 데뷔전은 1998년 4월 22일에 득점 없이 끝난 스웨덴과의 경기였다. 지브릴 시세가 부상으로 인해 2006년 FIFA 월드컵 명단에서 제외되자, 올랭피크 리옹의 공격수인 시드네 고부가 아넬카를 제치고 발탁되자, 아넬카는 그 결정을 이렇게 묘사하였다. "정말 부끄럽다. 나는 월드컵에서 완벽하게 활동할 준비가 되어 있다. 내가 프랑스를 도울 수 있을 것이라고 생각한다."
아넬카는 2007년 3월 24일에 열린 유로 2008 예선전인 리투아니아와의 경기에 교체 선수로 투입되어 1-0으로 승리한 결승골을 넣었다. 그의 활약에 힘입어 레이몽 도메네크 감독이 그를 칭찬하였다. 또한 같은 해 6월 2일에 열린 우크라이나와의 경기에서 2-0으로 승리할 때 한골을 넣기도 하였다. 이제 그는 동료인 티에리 앙리와 함께 프랑스의 대표팀의 스트라이커가 되었다.
아넬카는 스위스와 오스트리아에서 열린 유로 2008의 선수 명단에 포함되었다. 아넬카는 루마니아와의 조별리그 첫 경기에 선발로 출전하였으나 72분에 교체되었다. 그는 네덜란드와 이탈리아와의 나머지 조별리그 경기에는 선발이 아니라 교체로 투입되었다..
2010 FIFA 월드컵 대회 도중, 프랑스가 우루과이에게 0:0 무, 멕시코에게 2:0으로 패하자, 아넬카는 레이몽 도메네크 감독을 비난해서 대회 도중 퇴출되었다. 프랑스 축구 협회(FFF)가 감독에게 욕설을 퍼부은 아넬카에게 A매치 18경기 출전정지라는 중징계를 내렸으나, 아넬카는 프랑스 축구 협회를 조롱하였다.

## 출연 작품
- 블리트 (2002)
- 아넬카: 문제적 저니맨 (2020)